# Género en la ciencia
La igualdad de género en la ciencia es la búsqueda de la igualdad de condiciones, oportunidades y reconocimiento para mujeres y hombres en el campo de la investigación científica. Se han identificado desigualdades persistentes por motivos de género en el área científica, en la que las mujeres tienen menos oportunidades y reconocimiento en la comunidad científica a comparación de los hombres, así como una menor oportunidad de trabajar en campos de matemáticas intensivas, como la física o la ingeniería.